# Harvi, Hangal
Harvi là một làng thuộc tehsil Hangal, huyện Haveri, bang Karnataka, Ấn Độ.